# علم‌سنجی

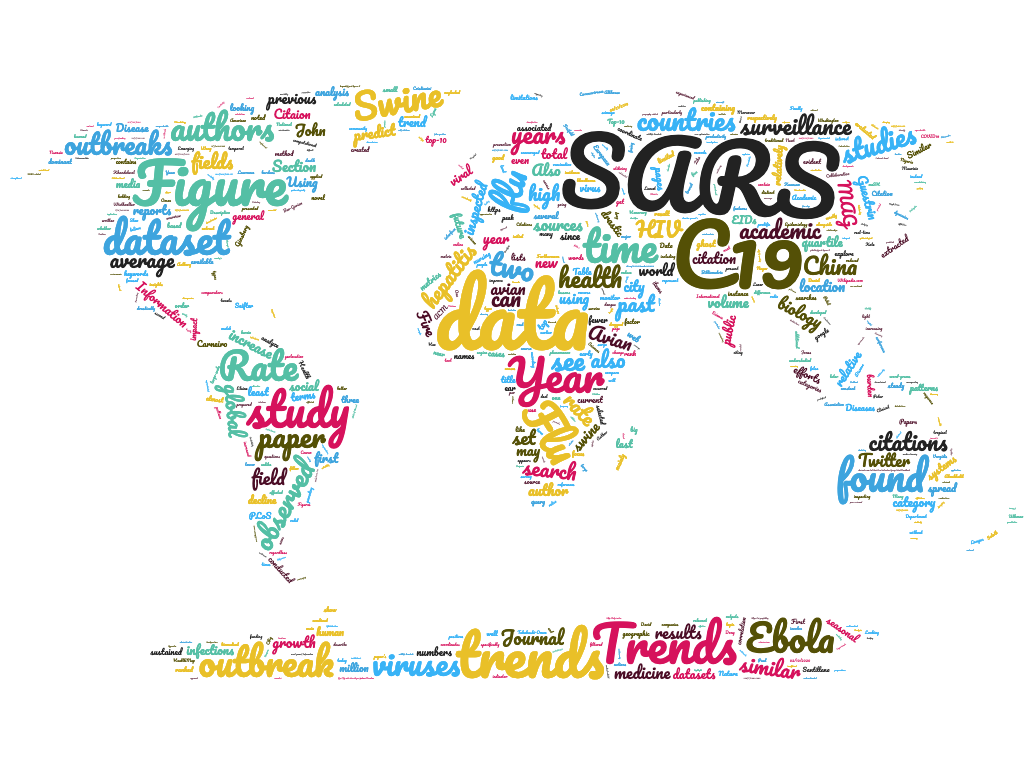
"روندهای علم سنجی برای کروناویروس‌ها و سایر عفونت‌های ویروسی در حال ظهور" منتشر شده در GigaScience (doi:10.1093/gigascience/giaagiaa085).

علم‌سنجی (به انگلیسی: Scientometrics)، علم سنجش و تحلیل علم است. علم‌سنجی در عمل، بیشتر با استفاده از روش‌های کتاب‌سنجی انجام می‌شود و مبتنی بر تحلیل استنادی است.

## مقدمه‌ای بر علم‌سنجی
علم‌سنجی، یکی از رایج‌ترین روش‌های ارزیابی فعالیت‌های علمی پژوهشی می‌باشد. این روش در روسیه شوروی پدید آمد و در کشورهای اروپای شرقی بویژه مجارستان، برای اندازه‌گیری علوم در سطوح ملی و بین‌المللی استفاده شد. اولین کسانی که واژه علم‌سنجی را ابداع کردند، دوبروف و کارنوا بودند. آن‌ها علم‌سنجی را به عنوان اندازه‌گیری فرایند انفورماتیک، تعریف کردند. انفورماتیک از نظر میخائیلف، عبارت است از اصول علمی که به بررسی ساختار و ویژگی‌های اطلاعات علمی می‌پردازد و قوانین و فرایندهای این ارتباطات را مورد بحث، قرار می‌دهد.
به دنبال مطرح شدن این علم، دانشمندان برجسته دیگری از جمله کول، ایلز و هولم نیز از مقالات علمی به عنوان ملاکی برای مقایسه تولید علمی کشورهای مختلف استفاده کردند. آن‌ها از این طریق تولیدات علمی کشورهای مختلف را از لحاظ کمی و کیفی با یکدیگر مورد مقایسه قرار داده و وضعیت کشورهای مختلف را در تولید اطلاعات علمی مشخص نمودند.
انتشار مداوم شاخص‌های علم سنجی که توصیف‌کننده پژوهش در اجتماعات مختلف علمی است می‌تواند عنصری مفید و کارآمد برای مدیریت تحقیق و سیاستگذاری و چگونگی تخصیص بودجه و امکانات در علوم باشد.
در تأیید این امر بک عقیده دارد علم سنجی می‌تواند به توازن بودجه و هزینه‌های اقتصادی تا حدی کمک کند و از این طریق کارایی تحقیقات را افزایش دهد. ارزشیابی کمی علوم که منجر به باروری و توسعه می‌شود می‌تواند کمک بزرگی برای مسئولان و برنامه ریزان باشد تا آن‌ها بتوانند با هزینه کمتر بیشترین استفاده را از منابع مالی و انسانی برده و در بهینه‌سازی ساختار اقتصادی ـ اجتماعی کشور مؤثر باشند. علم سنجی علاوه بر آنکه به دنبال جنبه‌های کمی علوم و تحقیقات است اقدام به اندازه‌گیری و تعیین معیارهای جنبه‌های مختلف مدیریتی و سازمانی علوم نیز می‌نماید. در سطحی وسیعتر علم سنجی را می‌توان از عوامل مؤثر گردش مستمر فعالیت‌های تحقیقاتی در هر زمینه علمی دانست که مستقیماً با ارزشیابی کمی علم سرو کار دارد.
اساس کار علم سنجی بر بررسی چهار متغیر اساسی شامل مؤلفان، انتشارات علمی، مراجع و ارجاعات می‌باشد. علم سنجی بر آن است با استفاده از بررسی جداگانه این متغیرها با ترکیبی مناسب از شاخص‌های مبتنی بر این متغیرها خصایص علم و پژوهش علمی را نمایان سازد. تعداد مؤلفان به عنوان یکی از شاخص‌های فعالیت علمی در کشورهای مختلف می‌باشد که می‌تواند مبنایی برای مقایسه آن‌ها محسوب گردد.
انتشارات علمی تمامی مکاتبات و ارتباطات علمی چاپ شده را می‌تواند شامل باشد. یکی از مجاری اساسی و رسمی انتشار علمی مقالات می‌باشند که می‌تواند توزیع آن‌ها را برحسب زمان، مکان، نوع یا مجرای انتشار وسایر ویژگی‌ها مورد بررسی قرار داد. تعداد انتشارات به عنوان عنصری اساسی در علم سنجی می‌باشد که می‌تواند مبنای مقایسه‌های بین اجتماعات مختلف علمی و کشورها قرار گیرد. امروزه بیشتر انتشارات علمی تبلور تلاش‌های گروهی تعدادی از مؤلفین می‌باشند.
از آنجا که منتشر کردن تولید علمی دانشمندان به صورت فردی برای ترسیم نتایج مهم آماری به تنهایی کفایت نمی‌کند، ارزیابی‌های علم سنجی معمولاً بر سودمندی انتشار توسط اجتماعات علمی تأکید می‌کنند.
نمونه برخی از این اجتماعات علمی به شرح زیر می‌باشد:
- گروه‌های پژوهشی، گروه‌ها و دپارتمان‌های دانشگاهی
- موسسات علمی
- کشورها و مناطق ژئوپولتیک
- حوزه‌های علمی اصلی و فرعی

مراجع مورد استناد انتشارات علمی نشان‌دهنده منابع، خاستگاه‌ها وبویژه قدمت [روزآمدی] اندیشه‌های گنجانده شده در این مقالات هستند. مراجع به‌طور کلی نشان دهنده استنادهای رسمی یک انتشار علمی به منابع علمی می‌باشند. بدین لحاظ توزیع مقالات مورد ارجاع قرار گرفته بر حسب مجرای انتشار، حوزه موضوعی و تاریخ تألیف منعکس‌کننده اشکال و جنبه‌های گوناگون علایق و منافع آن اجتماع علمی و همچنین منعکس‌کننده روابط اساسی میان اسناد و مدارک ارجاع دهنده آن‌ها که مورد ارجاع قرار گرفته‌اند می‌باشند. اگر یک مقاله علمی طی چندین سال پس از انتشار سالانه ۵ تا ۱۰ ارجاع داشته باشد به احتمال زیاد محتوی آن مقاله در بدنه معرفتی حوزه علمی مرتبط با آن رشته حل خواهد شد به گونه‌ای که این مقاله سهمی در افزایش میزان معرفت علمی آن رشته خواهد داشت.
ارجاعات به یک انتشار علمی نشان‌دهنده مراجع مرتبط با آن می‌باشند، مراجع از پیشینه‌های نتایج علمی خبر می‌دهند اما ارجاعات نشان‌دهنده نفوذ و تأثیر علمی هستند. امروزه تجزیه و تحلیل ارجاعات علمی یکی از مشهورترین روش‌های علم سنجی است. شهرت این شاخص تا حدود زیادی ناشی از آن است که ارجاعات می‌توانند به‌طور کارا و مؤثری نقص موجود در شاخص کمیت و شمارشی صرف انتشار علمی را جبران کرده و توسط عناصر کیفی مشخص این شاخص را تکمیل و آن را کیفی نمایند.
ارزش یک مقاله علمی بر مبنای تأثیر در مقالات و نوشته‌های بعدی (حضور در مجموع مآخذ آنها) تعیین می‌شود. معتبرترین تحقیق در این زمینه کار درک دوسالاپرایس است که در سال ۱۹۶۵ بر مبنای نمایه استنادی علوم (SCI) در باب انتشارات سال ۱۹۶۱ صورت گرفت. وی در این تحقیق اشاره می‌کند مقالات مختلف با بسامدهای متفاوتی در نوشته‌های بعدی ظاهر می‌شوند. طبق فرض این تحقیق مقالاتی که در حوزه خود مؤثرتر بوده‌اند به دفعات بیشتری مورد استناد قرار گرفته‌اند. عمر انتشارات را می‌توان به سه دوره تقسیم کرد: تولد، باروری و مرگ. دوره تولد دوره‌ای است که زمینه‌ای نو پدید می‌آید ولی آثار پژوهشی آن به دلیل نو و ناشناخته بودن هنوز در سیاهه مآخذ مقالات بعدی ظاهر نمی‌شود. دوره باروری دوره‌ای است که یک مقاله یا مجموعه‌ای از مقالات بهترین بسامد را از لحاظ حضور در سیاهه مدارک گوناگون بعدی دارا می‌شوند و سپس این زایندگی رو به افول می‌گذارد تا آنجا که تقریباً از لحاظ استناد مرده به‌شمار می‌روند. (۳، ص ۲۹۵)

## شاخصهای علم سنجی

### شاخص اچ(شاخص هرش)
از شاخص‌های جدید این علم است که در سال ۲۰۰۵ معرفی شد و آن برای محاسبه برون داد علمی محققان به کار می‌رود. شاخص اچ یک محقق عبارت است از hتعداد از مقالات وی که به هر کدام حداقل hبار استناد شده باشد. با توجه به سادگی استفاده این شاخص بیشتر مورد توجه متخصصین علم سنجی قرار گرفته است. با توجه به امکاناتی که web of science فراهم کرده است با استفاده از آن سریعتر و با دقت بیشتر این شاخص محاسبه می‌شود. باید به این نکته توجه نمود بسته به اینکه چه ابزاری برای محاسبه مورد استفاده قرار می‌گیرد ممکن است مقدار این شاخص تحت تأثیر قرار گیرد.

### شاخص G
این شاخص در سال ۲۰۰۶ برای تکمیل عملکردشاخص اچ توسط دانشمندی بلژیکی معرفی گردید. شاخص Gیک محقق عبارت است از Gتعداداز مقالات وی که مجموع استنادات به مقالات کوچکتر مساوی G، تقریباً مساوی G2 باشد. چنانچه مقالات را به ترتیب میزان استناد از زیاد به کم (نزولی) مرتب کنیم، جایی که تعداد مجموع استنادات تقریباً مساوی مجذور تعداد مقالات باشد، در آن ردیف، تعداد مقاله بیانگر شاخص G خواهد بود. با توجه و دقت در نحوه محاسبه G-Index در می‌یابیم که میزان G-Index هیچ وقت کمتر از شاخص اچ نخواهد بود.

### شاخصh-b
پس از مدتی از معرفی شاخص اچ شاخص دیگری توسط Banksارایه شد. وی این شاخص را که ملهم از شاخص اچ بود شاخص h-bنامید که به کمک آن می‌توان موضوعات داغ پژوهشی در هر رشته علمی را بدست آورد. در توجیه نیاز به چنین شاخصی اظهار می‌شود که تعیین موضوعات مورد علاقه و در دست بررسی، در دنیای پرحجم و وسیع اطلاعات، نیاز به بررسی و جستجوی فراوان در انواع منابع اطلاعاتی دارد و وسیله‌های ساده لازم است تا محققان و مخصوصاً دانشجویان دوره‌های دکترا را در تعیین موضوعات موردبحث روز و تخصیص موضوع مناسب برای رساله خود به کارآید.

## پیشگامان علم سنجی

### درک دسولا پرایس
یکی از متفکرانی بود که تأثیری شگرف بر ظهور و توسعه حوزهٔ علم سنجی گذاشت.

افکار او باعث شد که کتاب سنجی به مسیری هدایت شود که بتوان از آن برای ارزیابی پژوهش و به دنبال آن سیاست علم استفاده کرد. درواقع، پرایس از طریق تلفیق کردن فنون و شاخص‌های کتاب سنجی با برخی دیگر از شاخص‌های توسعه، بنیان حوزهٔ جدید علم سنجی را پایه‌گذاری کرد.
با این حال، او هرگز از واژهٔ علم سنجی استفاده نکرد و به جای آن اصطلاع «علم علم» را ترجیح می‌داد.

کتاب «علم کوچک، علم بزرگ» او به عنوان بهترین نمونهٔ مطالعات استنادی می‌باشد و افراد بسیاری از جمله گارفیلد لقب پدر علم سنجی را بر وی نهاده‌اند.

یکی دیگر از خدمات پرایس به علم سنجی، مطرح کردن «نظریه چرخهٔ سودمندی تجمعی» بود که در برخی متون از آن به عنوان «قانون پرایس» معرفی شده است؛ که این نظریه براساس اصل موفقیت، موفقیت می‌آورد، مطرح شده است.

### رابرت مرتون
یکی دیگر از کسانی بود که در توسعهٔ علم سنجی نقشی مهم ایفا کرد.

از میان مشهورترین نظریه‌های او دربارهٔ علم و اندازه‌گیری آن، باید به «اثر متیو»، و «نظریه استناد» او اشاره کرد که به منزلهٔ «نظام پاداش» یا «رواج علم» مطرح شد.

### یوجین گارفیلد
یکی دیگر از متفکران حوزهٔ علم سنجی است.

بیشترین فعالیت‌های گارفیلد در حوزهٔ علم سنجی، بر "تاریخ‌نگاری محاسباتی (الگوریتمی) متمرکز است؛ بر این اساس وی تاکنون توانسته است نرم‌افزار "هیست سایت" را که بر مبنای تاریخ‌نگاری محاسباتی کار می‌کند، به عنوان یکی از ابرازهای مورد استفاده در مطالعات علم سنجی تولید کند و به ثبت رساند.

همچنین فعالیت‌ها و خدمات گارفیلد به علم سنجی، به ویژه در حوزه مصورسازی علم به قدری تعیین‌کننده بوده است که شیفرین و بورنر، وی را به این دلیل که از ابتدای فعالیتش در حوزهٔ علم سنجی بحث تاریخ‌نگاری علم و ترسیم نقشهٔ علم را مطرح و متعاقب آن از دههٔ ۱۹۹۰ اقدام‌های عملی مهمی را در راستای ترسیم نقشهٔ علم اجرا کرد، "پدر مصورسازی علم" می‌خوانند.

### فرانسیس نارین
یکی دیگر از پیشگامان حوزه علم سنجی است که برآن شد تا نظامی را برای ارزش گذاری کمّی و ارزیابی پژوهش‌های علمی ابداع کند؛ در عین حال، وی بیشترین تلاش خود را برای ارزیابی پروانه‌های ثبت اختراعات صرف کرد. او برای آن دسته از مطالعات کمی علم سنجی که با استفاده از اطلاعات پروانه‌های ثبت اختراعات صورت می‌پذیرد، اصطلاح‌های «سنجش پروانه‌های ثبت اختراعات» یا «کتاب سنجی پروانه‌های ثبت اختراعات» را به کار برد.

همچنین «شاخص نفوذ» برای ارزیابی مجله‌ها یکی از مهم‌ترین دستاوردهای نارین و همکارش گابریل پینسکی بود.

## علم سنجی در ایران
در کشور ایران برای سنجش علمی مراکز علمی عمدتاً از آمار پایگاه‌های استنادی خارج از کشور استفاده می‌شود و مراکز مرتب بر اساس آمار مقالات انگلیسی ارائه شده توسط دانشگاه‌ها، به سنجش و رتبه‌بندی آن‌ها اقدام می‌کنند. در این راستا وزارت بهداشت، درمان و آموزش پزشکی سامانه ای مجتمع جهت علم سنجی اعضای هیئت علمی و دانشگاه‌های زیر نظر خود راه اندازی نموده است. وزارت علوم، تحقیقات و فناوری نیز سامانه مشابهی جهت علم سنجی دانشگاه‌ها ایجاد نموده است.
یکی دیگر از منابع علم سنجی و رتبه‌بندی علمی مراکز دانشگاهی در کشور، آمار ارائه شده توسط پایگاه سیویلیکا می‌باشد که آمار تولید علم مراکز دانشگاهی را به صورت آنلاین تحلیل و ارائه می‌نماید.